# Les Fêtes de Ramire
Les Fêtes de Ramire est un acte de ballet dont la musique est de Jean-Philippe Rameau et qui fut représenté à Versailles le 22 décembre 1745.
C'est une pièce de pur divertissement dont la musique doit réutiliser la musique de La Princesse de Navarre sur un livret minimal écrit par Voltaire.
Rameau étant occupé au Temple de la Gloire, Jean-Jacques Rousseau est chargé de l'adaptation musicale mais ne parvient pas à terminer le travail à temps ; Rameau, passablement énervé, se voit donc obligé de le faire lui-même au prix de l'humiliation de Rousseau auquel il voulait nuire. Le talent musical de ce dernier sera finalement récompensé à la suite du succès du Devin du village, intermède joué devant le roi Louis XV le 18 octobre 1752. Ce nouvel incident dégrade un peu plus des relations déjà très aigries.

## Rôles
| Rôle | Type de voix | Acteur                                           |
| --- | ------------ | ------------------------------------------------ |
| Ramire, fils d'Alphonse, roi de Castille | haute-contre | François Poirier                                 |
| Fatime, princesse de Grenade | soprano      | Mlle Rotisset de Romainville                     |
| Isbé, confidente de Fatime | soprano      | Mlle Jaquet                                      |
| Un guerrier | haute-contre | Pierre Jélyotte                                  |
| Autre guerrier | basse-taille | François Le Page                                 |
| Un devin | baryton      | Claude-Louis-Dominique Chassé de Chinais         |
| Les Grâces | sopranos     | Marie Fel, Marie-Angélique Coupée, Louise Gondré |
| Suivant de Ramire | basse-taille | M Albert                                         |
| Suivante de Ramire | soprano      | Mlle Bourbonnois                                 |
| Chœurs : Troupe de guerriers; troupe de devins, devineresses, de bohémiens et de bohémiennes; troupe d'Amours, de Plaisirs et de Feux; troupe des suivants de Ramire |              |                                                  |

## Sources
- Philippe Beaussant (dir.), Rameau de A à Z, Paris, Fayard, mai 1983, 397 p. (ISBN 2-213-01277-6)
- (en) Cuthbert Girdlestone, Jean-Philippe Rameau : His life and work, New York, Dover Publications, coll. « Dover books on music, music history », 1969, 2e éd. (1re éd. 1957), 631 p. (ISBN 0-486-26200-6, lire en ligne)
- Jean-Jacques Rousseau, Les Confessions Livre VII  coll. Les Classiques de Poche Le Livre de Poche p.92-93-94-95[2]